# Coupe d'Europe des vainqueurs de coupe de football 1974-1975
Navigation
Coupe des coupes 1973-1974 Coupe des coupes 1975-1976
La Coupe d'Europe des vainqueurs de coupe 1974-1975 voit le sacre du Dynamo Kiev qui bat le club hongrois du Ferencváros TC en finale au Parc Saint-Jacques de Bâle. C'est le premier succès en Coupe d'Europe pour un club d'Union soviétique. 
C'est l'attaquant du PSV Eindhoven Willy van der Kuijlen, avec 8 réalisations, qui termine meilleur buteur de l'épreuve. Le tenant du titre, le 1. FC Magdebourg, ne peut défendre son titre car il est déjà engagé en Coupe des clubs champions après avoir été sacré champion de RDA.

## Seizièmes de finale
| Équipe 1            | Résultat     | Équipe 2                 | Aller  | Retour          |
| ------------------- | ------------ | ------------------------ | ------ | --------------- |
| SK Slavia Prague    | 1 - 1        | FC Carl Zeiss Iéna       | 1 - 0  | 0 - 1 ap 2-3tab |
| Dundee United       | 3 - 2        | SC Jiul Petroșani        | 3 - 0  | 0 - 2           |
| Sliema Wanderers FC | 3 - 4        | Reipas Lahti             | 2 - 0  | 1 - 4           |
| Bursaspor           | 4 - 2        | Finn Harps               | 4 - 2  | 0 - 0           |
| Fram Reykjavik      | 0 - 8        | Real Madrid              | 0 - 2  | 0 - 6           |
| Eintracht Francfort | 5 - 2        | AS Monaco                | 3 - 0  | 2 - 2           |
| KSV Waregem         | 3 - 5        | FK Austria Vienne        | 2 - 1  | 1 - 4           |
| PAOK Salonique      | 1 - 2        | Étoile rouge de Belgrade | 1 - 0  | 0 - 2 a.p.      |
| Dynamo Kiev         | 2 - 0        | PFC CSKA Sofia           | 1 - 0  | 1 - 0           |
| Gwardia Varsovie    | 3 - 3        | Bologne FC 1909          | 2 - 1  | 1 - 2ap 5-3tab  |
| PSV Eindhoven       | 14 - 1       | Ards FC                  | 10 - 0 | 4 - 1           |
| Benfica Lisbonne    | 8 - 1        | Vanløse IF               | 4 - 0  | 4 - 1           |
| Malmö FF            | 1 - 1        | FC Sion                  | 1 - 0  | 0 - 1ap 5-4tab  |
| Liverpool FC        | 12 - 0       | Strømsgodset IF          | 11 - 0 | 1 - 0           |
| Ferencváros TC      | 6 - 1        | Cardiff City             | 2 - 0  | 4 - 1           |
| FC Avenir Beggen    | Q. - forfait | EN Paralimni             | -      | -               |

## Huitièmes de finale
| Équipe 1            | Résultat | Équipe 2                 | Aller  | Retour |
| ------------------- | -------- | ------------------------ | ------ | ------ |
| Dundee United       | 0 - 1    | Bursaspor                | 0 - 0  | 0 - 1  |
| Malmö FF            | 3 - 1    | Reipas Lahti             | 3 - 1  | 0 - 0  |
| Eintracht Francfort | 3 - 5    | Dynamo Kiev              | 2 - 3  | 1 - 2  |
| Gwardia Varsovie    | 1 - 8    | PSV Eindhoven            | 1 - 5  | 0 - 3  |
| FC Carl Zeiss Iéna  | 1 - 1    | Benfica Lisbonne         | 1 - 1e | 0 - 0  |
| Real Madrid         | 5 - 2    | FK Austria Vienne        | 3 - 0  | 2 - 2  |
| Liverpool FC        | 1 - 1    | Ferencváros TC           | 1 - 1e | 0 - 0  |
| FC Avenir Beggen    | 2 - 11   | Étoile rouge de Belgrade | 1 - 6  | 1 - 5  |

## Quarts de finale
| Équipe 1      | Résultat | Équipe 2                 | Aller | Retour          |
| ------------- | -------- | ------------------------ | ----- | --------------- |
| Bursaspor     | 0 - 3    | Dynamo Kiev              | 0 - 1 | 0 - 2           |
| PSV Eindhoven | 2 - 1    | Benfica Lisbonne         | 0 - 0 | 2 - 1           |
| Malmö FF      | 2 - 4    | Ferencváros TC           | 1 - 3 | 1 - 1           |
| Real Madrid   | 2 - 2    | Étoile rouge de Belgrade | 2 - 0 | 0 - 2 ap 5-6tab |

## Demi-finales
| Équipe 1       | Résultat | Équipe 2                 | Aller | Retour |
| -------------- | -------- | ------------------------ | ----- | ------ |
| Dynamo Kiev    | 4 - 2    | PSV Eindhoven            | 3 - 0 | 1 - 2  |
| Ferencváros TC | 4 - 3    | Étoile rouge de Belgrade | 2 - 1 | 2 - 2  |

## Finale
| Équipe 1    | Résultat | Équipe 2       |
| ----------- | -------- | -------------- |
| Dynamo Kiev | 3 - 0    | Ferencváros TC |